# 2014年ソチオリンピックのトーゴ選手団
2014年ソチオリンピックのトーゴ選手団（2014ねんソチオリンピックのトーゴせんしゅだん）は、2014年2月7日から23日までロシアのソチで開催された2014年ソチオリンピックトーゴ選手団の名簿。トーゴは今回、冬季オリンピック初参加となった。

## 選手団
- 人員: 選手 2人
- 開会式旗手: マチルデ・プティジャン

## アルペンスキー
- アレッシア・ディポル

女子大回転 (55位、3:02.80)
女子回転 (途中棄権)

## クロスカントリースキー
- マチルデ・プティジャン

女子10kmクラシカル (68位、37:26.7)